# Panhellenion

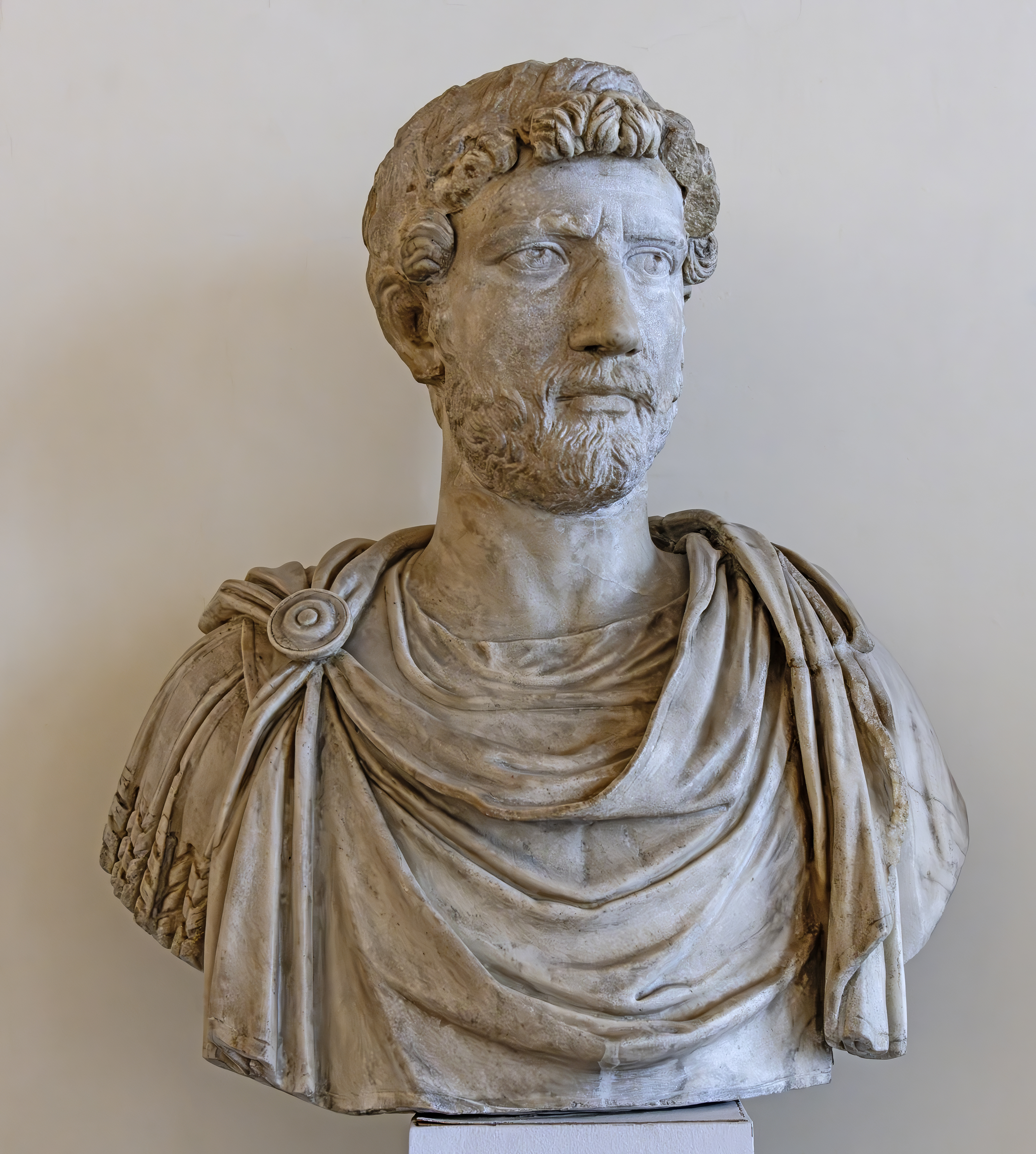
Büste des Hadrian

Das Panhellenion (griechisch für „Alle Griechen“; lateinisch: Panhellenium) war ein Repräsentationsorgan griechischer Städte aus den östlichen Provinzen des Römischen Reiches, das in Form eines Synhedrions im Jahr 125 unter Kaiser Hadrian gegründet wurde, initiiert vielleicht von dessen höfischem Umfeld oder von den Griechen selbst. Da Hadrian sehr hellenophil eingestellt war, versuchte er anlässlich seines Besuchs der östlichen Provinzen, alle halbautonomen früheren Stadtstaaten in Griechenland und Kleinasien zu einer Gemeinschaft zusammenzufassen. Städte im heutigen Griechenland, aus Bulgarien, Makedonien, Epirus und dem westlichen Kleinasien sandten eine nach Größe ihrer jeweiligen Bürgerschaft variierende Anzahl von Vertretern ins Panhellenion nach Athen.
Christopher P. Jones geht davon aus, dass es sich vor allem um eine mit dem Heiligtum von Eleusis verbundene Vereinigung mit kultischer Bestimmung handelte, deren Hauptaufgabe die Abhaltung des Panhellenischen Agons war. Das Panhellenion diente zudem religiösen Zwecken, vor allem aber dem römischen Kaiserkult, zu dessen Durchführung die Stellung eines Hiereus eingerichtet wurde. Diese Versammlung funktionierte allerdings trotz der Versuche, die Griechen zur Zusammenarbeit zu bewegen, nicht dauerhaft. Die Abhängigkeit von Rom und die Zerstrittenheit unter den Delegierten führten mit Hadrians Tod zum Ende dieser Institution. In der modernen Forschung ist umstritten, welche politischen Funktionen das Panhellenion – wenn überhaupt – hätte erfüllen sollen. 